# Catapanato de Italia
El catapanato (o catepanato) de Italia fue una provincia del Imperio bizantino que comprendía la parte sur de la península de Italia desde una línea trazada desde el monte Gargano (en la Apulia, al norte de Bari) hasta el golfo de Salerno. Amalfi, Nápoles y Gaeta, aunque se hallan al norte de esa línea, estaban aliadas a Constantinopla, en un principio, con el Exarcado de Rávena, y cuando el último exarca desapareció en 751, el contacto con los bizantinos se realizaba a través del gobernante del catapanato, el catapán.

## Historia
En el año 876, los bizantinos reconquistaron Bari a los sarracenos y crearon la provincia o Thema de Langobardia, gobernada por dos strategoi: uno en Calabria y otro en Apulia. Este último tenía su capital en Bari. En 965, el stratēgos de Bari fue elevado a la dignidad de catapán (o patricio) de Italia. El título militar bizantino de katepanō quiere decir "el supremo" en idioma griego. 
Algunos aventureros normandos, en peregrinaje al Santuario de Monte Sant'Angelo sul Gargano (en Monte Sant'Angelo), prestaron sus espadas en 1017 a las ciudades lombardas de Apulia contra los bizantinos. Entre 1016 y 1030 los normandos eran meros mercenarios, sirviendo tanto a bizantinos como a lombardos en sus guerras contra los musulmanes o entre ellos, y entonces el duque de Nápoles Sergio IV (gobernante hereditario del Ducado de Nápoles bajo soberanía teórica de Constantinopla), al instalar a Ranulfo Drengot como conde en la fortaleza de Aversa en 1030, dio a los normandos su primer territorio en la Italia peninsular, desde donde comenzó una conquista organizada del Catapanato. 
En 1030 llegaron a la zona los hermanos Guillermo y Drogo de Altavilla, los dos hijos mayores de Tancredo de Hauteville, miembro de la pequeña nobleza de Coutances en Normandía. Los dos se unieron a la campaña organizada para arrancar la Apulia del poder de los bizantinos, que para 1040 habían perdido la mayor parte de la provincia. Bari, la capital del Catapanato, cambió de manos (abril de 1071) y los griegos fueron finalmente expulsados de la Italia meridional por los normandos, que crearon de sus restos el ducado de Apulia y Calabria, unido después al reino de Sicilia de la Casa Altavilla. Los bizantinos volvieron brevemente a Bari para sitiarla en 1156. 
El título de Catapán de Apulia y de Campania fue restablecido brevemente en 1166 en la persona de Gilberto, conde de Gravina, por su prima, la reina regente de Sicilia Margarita de Navarra. En 1167, con su autoridad como catapán, Gilberto forzó a las tropas alemanas del Sacro Imperio fuera de Campania y obligó al emperador Federico I Barbarroja a levantar el sitio de Ancona.

## Catapanes bizantinos de Italia
- 999-1006 Gregorio Tarcaniota
- 1006-1008 Alexio Quifias
- 1008-1010 Juan Curcuas
- 1010-1016 Basilio Mesardonites
- 1017 León Tornikio Kontoleon
- 1017-1027 Basilio Boioanes
- 1027-1029 Cristóbal Burgaris
- 1029-1031 Poto Argiro
- 1031-1033 Miguel Protospatario
- 1033-1038 Constantino Opo
- 1038-1039 Miguel Spondyles
- 1039-1040 Nicéforo Dukiano
- 1040-1041 Miguel Dukiano
- 1041-1042 Exaugusto Boioanes
- 1042 Sinodiano
- 1042 Jorge Maniaces
- 1042 Pardo
- 1042-1045 Basilio Teodorocano
- 1045-1046 Eustaquio Palatino
- 1046-1049 Juan Rafael
- 1051-1057 Argiro
- 1060-1061 Miriarc
- 1061-1062 Maruli
- 1062-1064 Siriano
- 1067-1069 Mabrica